# Andrea Marcelli

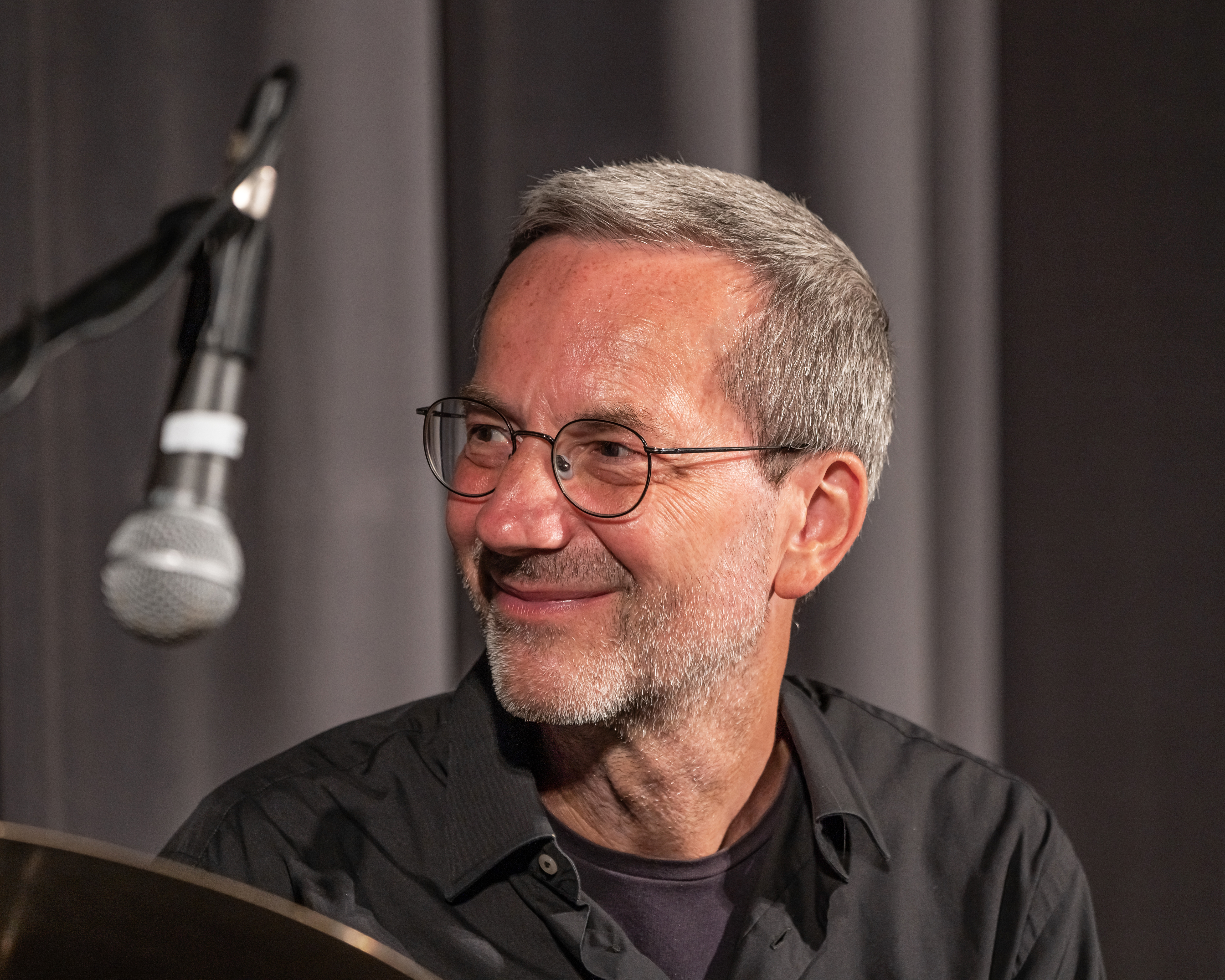
2023

Andrea Marcelli (* 22. Januar 1962 in Rom) ist ein italienischer Jazzperkussionist und -komponist.

## Leben und Wirken
Marcelli studierte bis 1986 am Conservatorio L. Refice in Frosinone klassische Klarinette, Jazzkomposition und Arrangement. Außerdem besuchte er Clinics bei Tommy Campbell und Peter Erskine.
Zwischen 1982 und 1988 arbeitete er als Schlagzeuger bei der Rai. Von 1989 bis 1997 lebte er in Los Angeles, danach in New York. 2001 übersiedelte er nach Berlin. Als Sideman arbeitete er u. a. mit Don Menza, Marc Johnson, Gary Thomas, Alan Pasqua, Jeff Andrews, Billy Drews, Steve Tavaglione, Airto Moreira, Alex Acuña, Cameron Brown, Steve La Spina, John Patitucci, Harvie Swartz, Eric Marienthal, Frank Gambale, Alphonso Johnson, John Beasley, Andy Summers, Harold Land, Rez Abbasi, Scott Lee, John Leftwich, Michael Manring, Wolfgang Lackerschmid, Jon Hassell und Sirone.
Als Bandleader veröffentlichte Marcelli drei Alben sowie Soundtrack-Alben mit eigenen Kompositionen. Er produzierte Chema Vilchez’ Debütalbum El sueno del navegante, das 1996 vom spanischen Rundfunk als bestes Jazzalbum des Jahres ausgezeichnet wurde. Im Film Mississippi Masala trat er als Schlagzeuger auf. In Berlin arbeitete er u. a. mit Markus Stockhausen, Simon Stockhausen, Palle Danielsson, Thomas Clausen, Arild Andersen und Ekkehard Wölk zusammen und trat mit den Bands von Eberhard Weber, David Liebman, Hiram Bullock und Jeff Berlin auf.
Er unternahm Tourneen durch Skandinavien mit Aviaja Lumholt, Paolo Russo und Bo Stief und gab Workshops in Japan. 2006 trat er mit Rick Margitza in Italien auf, 2006 und 2008 mit Thomas Clausen.

## Diskographie
- Silent Will mit Wayne Shorter, Allan Holdsworth, Bob Berg, Mike Stern, Mitchel Forman, John Patitucci und Alex Acuña 1990
- Oneness mit Ralph Towner, Allan Holdsworth, Mike Mainieri, Marc Johnson, Bendik, Kei Akagi, Gary Thomas, Jimmy Johnson, Gary Willis, Mitchel Forman, Chuck Loeb, Sidinho und Frank Colon, 1992
- Beyond the Blue mit Mitchel Forman, Eddie Gomez, Bob Mintzer und Mike Stern, 2004
- Sundance mit Thomas Clausen und Davide Petrocca, 2008
- Stories mit Frank Pilato, Mitchel Forman, Gary Willis und Jeff Berlin,
- Ekkehard Wölk Quintet Desire for Spring (Splasch Records)

## Als Sessionmusiker
- Mississippi Masala - L.Subramaniam (Columbia Tristar) soundtrack, drummer and programming, with Andy Summers, Freddie Ravel, Nyle Steiner, Emil Richards a.o.,1991
- Etruschi (Sysin) composed the Soundtrack for CD-ROM interactive programme, 1994
- El suegno del navegante, Chema Vilchez (Mirlo Music, Spain) Producer/drummer, 1995